# Rivulus tenuis
Rivulus tenuis är en fiskart som först beskrevs av Meek, 1904.  Rivulus tenuis ingår i släktet Rivulus och familjen Rivulidae. Inga underarter finns listade i Catalogue of Life.